# Jauntalbahn
| |                      |                                                 |                                                 |
| Streckennummer: | 410 01               |                                                 |                                                 |
| Kursbuchstrecke (ÖBB): | 620                  |                                                 |                                                 |
| Streckenlänge: | 20 km                |                                                 |                                                 |
| Spurweite: | 1435 mm (Normalspur) |                                                 |                                                 |
| Stromsystem: | 15 kV 16,7 Hz ~      |                                                 |                                                 |
| Maximale Neigung: | 14,42 ‰              |                                                 |                                                 |
| Minimaler Radius: | 303 m                |                                                 |                                                 |
| Streckengeschwindigkeit: | 120 km/h             |                                                 |                                                 |
| Zugbeeinflussung: | ETCS Level 2         |                                                 |                                                 |
| Zweigleisigkeit: | –                    |                                                 |                                                 |
| |                      |                                                 |                                                 |
| Bundesland | Kärnten              |                                                 |                                                 |
| \| \| \| Lavanttalbahn von Zeltweg \| \| \| \| 67,264 \| St. Paul (bis 11. Dezember 2022) \| 379 m ü. A. \| \| \| \| Lavanttalbahn nach Dravograd-Meža/Unterdrauburg \| \| \| \| \| Johannesbergtunnel (480 m) \| \| \| \| 69,442 \| St. Paul Bad (bis 11. Dezember 2022) \| 390 m ü. A. \| \| \| 72,058 \| Granitztal (bis 11. Dezember 2022) \| 436 m ü. A. \| \| \| 72,834 \| Langenbergtunnel (1.443 m) \| Langenbergtunnel (1.443 m) \| \| \| 75,023 \| Eis-Ruden (bis 21. Mai 2020) \| 446 m ü. A. \| \| \| \| Koralmbahn von Graz Hbf \| \| \| \| 76,410 \| Jauntalbrücke (Länge 430 m, lichte Höhe 86 m) \| Jauntalbrücke (Länge 430 m, lichte Höhe 86 m) \| \| \| \| Koralmbahn nach Klagenfurt Hbf \| \| \| \| 78,671 \| Aich im Jauntal (bis 11. Dezember 2022) \| 459 m ü. A. \| \| \| 81,703 \| Verbindungsgleis Koralmbahn von Graz Hbf \| Verbindungsgleis Koralmbahn von Graz Hbf \| \| \| 83,433 \| Bleiburg Stadt \| 479 m ü. A. \| \| \| \| Kärntner Bahn von Maribor/Marburg a. d. Drau \| \| \| \| 86,334 \| Bleiburg \| 486 m ü. A. \| \| \| \| Kärntner Bahn nach Klagenfurt \| \| |                      |                                                 |                                                 |
| Strecke (außer Betrieb) |                      | Lavanttalbahn von Zeltweg                       | Lavanttalbahn von Zeltweg                       |
| Bahnhof (Strecke außer Betrieb) | 67,264               | St. Paul (bis 11. Dezember 2022)                | 379 m ü. A.                                     |
| Abzweig geradeaus und nach links (Strecke außer Betrieb) |                      | Lavanttalbahn nach Dravograd-Meža/Unterdrauburg | Lavanttalbahn nach Dravograd-Meža/Unterdrauburg |
| Tunnel (Strecke außer Betrieb) |                      | Johannesbergtunnel (480 m)                      | Johannesbergtunnel (480 m)                      |
| Haltepunkt / Haltestelle (Strecke außer Betrieb) | 69,442               | St. Paul Bad (bis 11. Dezember 2022)            | 390 m ü. A.                                     |
| Haltepunkt / Haltestelle (Strecke außer Betrieb) | 72,058               | Granitztal (bis 11. Dezember 2022)              | 436 m ü. A.                                     |
| Tunnel (Strecke außer Betrieb) | 72,834               | Langenbergtunnel (1.443 m)                      | Langenbergtunnel (1.443 m)                      |
| Bahnhof (Strecke außer Betrieb) | 75,023               | Eis-Ruden (bis 21. Mai 2020)                    | 446 m ü. A.                                     |
| Abzweig ehemals geradeaus und von rechts |                      | Koralmbahn von Graz Hbf                         | Koralmbahn von Graz Hbf                         |
| Brücke über Wasserlauf | 76,410               | Jauntalbrücke (Länge 430 m, lichte Höhe 86 m)   | Jauntalbrücke (Länge 430 m, lichte Höhe 86 m)   |
| Abzweig ehemals geradeaus und nach rechts |                      | Koralmbahn nach Klagenfurt Hbf                  | Koralmbahn nach Klagenfurt Hbf                  |
| Haltepunkt / Haltestelle (Strecke außer Betrieb) | 78,671               | Aich im Jauntal (bis 11. Dezember 2022)         | 459 m ü. A.                                     |
| Abzweig ehemals geradeaus und von rechts | 81,703               | Verbindungsgleis Koralmbahn von Graz Hbf        | Verbindungsgleis Koralmbahn von Graz Hbf        |
| Haltepunkt / Haltestelle | 83,433               | Bleiburg Stadt                                  | 479 m ü. A.                                     |
| Abzweig geradeaus und von links |                      | Kärntner Bahn von Maribor/Marburg a. d. Drau    | Kärntner Bahn von Maribor/Marburg a. d. Drau    |
| Bahnhof | 86,334               | Bleiburg                                        | 486 m ü. A.                                     |
| Strecke |                      | Kärntner Bahn nach Klagenfurt                   | Kärntner Bahn nach Klagenfurt                   |

Die Jauntalbahn war eine österreichische Bahnstrecke in Kärnten. Die etwa 20 km lange eingleisige Verbindung führte von Bleiburg ab der alten Kärntner Bahn nach St. Paul an der Lavanttalbahn. Die Jauntalbahn wurde als erste österreichische Neubaustrecke nach dem Zweiten Weltkrieg errichtet, da nach dem Jahre 1919 die ursprüngliche Verbindung über Dravograd (Unterdrauburg) in Jugoslawien verlief. Mit der Inbetriebnahme der Koralmbahn im Abschnitt St. Paul – Klagenfurt am 10. Dezember 2023 wurde die Jauntalbahn abschnittsweise ersetzt.

## Geschichte

### Vorgeschichte und Bau

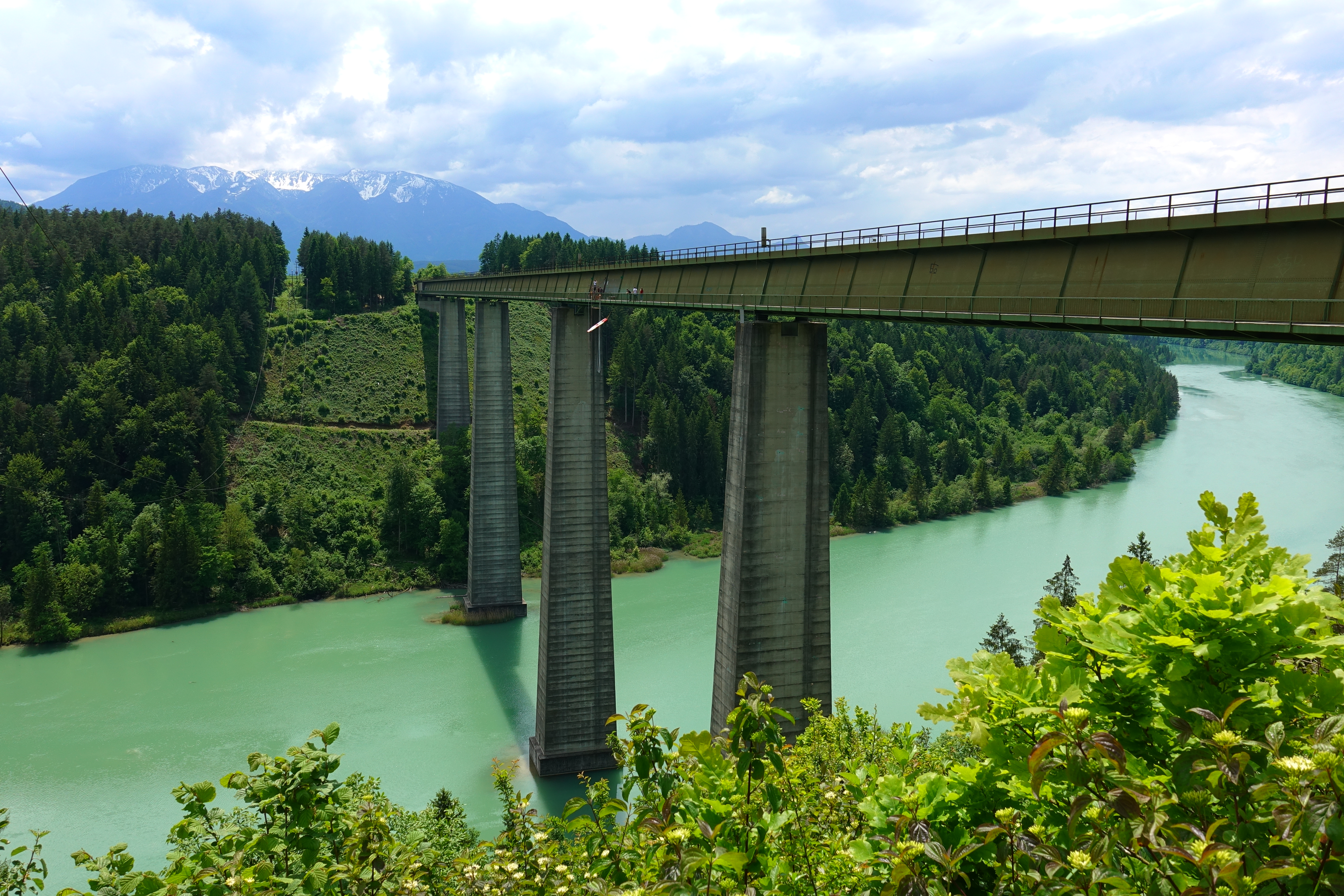
Jauntalbrücke in Kärnten/Österreich

Bereits im Mai 1920 erklärte die damalige Staatsregierung Renner in der Konstituierenden Nationalversammlung, ein Gesetz zum Bau einer „Kärntner Ostbahn“ von Völkermarkt über Griffen mit Anschluss an die Görtschitztalbahn bei Brückl verfassen zu wollen. Damit sollte nach der Klärung der staatlichen Zugehörigkeit Südkärntens mit der Volksabstimmung 1920 in Kärnten jugoslawisches Staatsgebiet umfahren und die volkswirtschaftlich benachteiligte Region belebt werden. Zum Bau dieser Bahn kam es allerdings nicht, der Verkehr wurde weiter als privilegierter Eisenbahn-Durchgangsverkehr über Dravograd oder mit einem bedeutenden Umweg über Zeltweg abgewickelt.
Der Baubeginn erfolgte im 1959. Im Herbst 1959 wurde mit dem Bau der Jauntalbrücke und des Langenbergtunnels begonnen. Im November 1961 wurde mit dem Bau des Johannesbergtunnels begonnen.
Es dauerte bis zum 10. Oktober 1964, ehe die Strecke in Betrieb genommen werden konnte. Die Jauntalbahn brachte nicht nur eine große Zeitersparnis, sondern auch eine wirtschaftlichere Betriebsführung, da eine durchgehende Führung von Zügen von Zeltweg bis Klagenfurt über Bleiburg möglich wurde. Vor allem aber war die Eröffnung der Jauntalbahn durch Bundespräsident Adolf Schärf die Erfüllung einer lange gehegten Forderung der Bevölkerung.
Die Jauntalbahn wurde mit großen Bogenradien und geringen Längsneigungen trassiert, womit Höchstgeschwindigkeiten von bis zu 120 km/h ermöglicht wurden. Bis auf drei Eisenbahnkreuzungen wurden ausschließlich Über- und Unterführungen für den Straßenverkehr errichtet.

### Bau der Koralmbahn
Die Koralmbahn als Verbindung der Zentralräume Graz und Klagenfurt hat die Jauntalbahn im Dezember 2023 ersetzt. Lediglich einzelne Abschnitt blieben erhalten.
Im Zuge der Bauarbeiten für die Koralmbahn wurde der Bahnhof Eis-Ruden, in Betrieb seit 10. Oktober 1964, in der Nacht vom 20./21. Mai 2020 aufgelassen. Die Koralmbahntrasse berührt die bisherigen Gleisanlagen auf der Bleiburger Seite des Bahnhofes, sodass der Bahnhof weichen musste. Eine provisorische Ausweiche war „zu teuer“. Die Strecke wurde über ein Streckenprovisorium umgeleitet. Seitdem gab es keine Möglichkeit mehr, dass Züge kreuzen konnten und es bestand ein etwa 20 km langer eingleisiger Blockabschnitt, was Auswirkungen auf den Verkehr hatte. Ein REX-Zug nach Klagenfurt wurde ersatzlos gestrichen, außerdem fielen fast alle Güterzüge weg. Mit 11. Dezember 2022 wurde der Personenverkehr auf der Lavanttalbahn zwischen Bleiburg, Sankt Paul im Lavanttal, Wolfsberg und Bad St. Leonhard im Lavanttal eingestellt. Der letzte Dieseltriebwagen verließ den Bahnhof Bleiburg am 2. April 2023.
Nach der Eröffnung der Neubaustrecke ermöglicht der südliche Abschnitt der Jauntalbahn nunmehr als Teil der „Bleiburger Schleife“ den Anschluss der Stadt Bleiburg an die Koralmbahn. Dafür wurde zwischen den Haltestellen Bleiburg Stadt und Aich im Jauntal ein Verbindungsgleis zur Koralmbahn errichtet. Auch die Jauntalbrücke ist Teil der Koralmbahn und erhielt dafür ein neues zweigleisiges Tragwerk. Diese Abschnitte der Jauntalbahn wurden elektrifiziert, der restliche Teil der Strecke wurde stillgelegt.
Der Verkehr wird seit 10. Dezember 2023 über die Koralmbahn geführt und mündet kurz vor dem Westportal des Koralmtunnels beim neuen Bahnhof Lavanttal in die Lavanttalbahn.

## Streckenbeschreibung

### Streckenverlauf

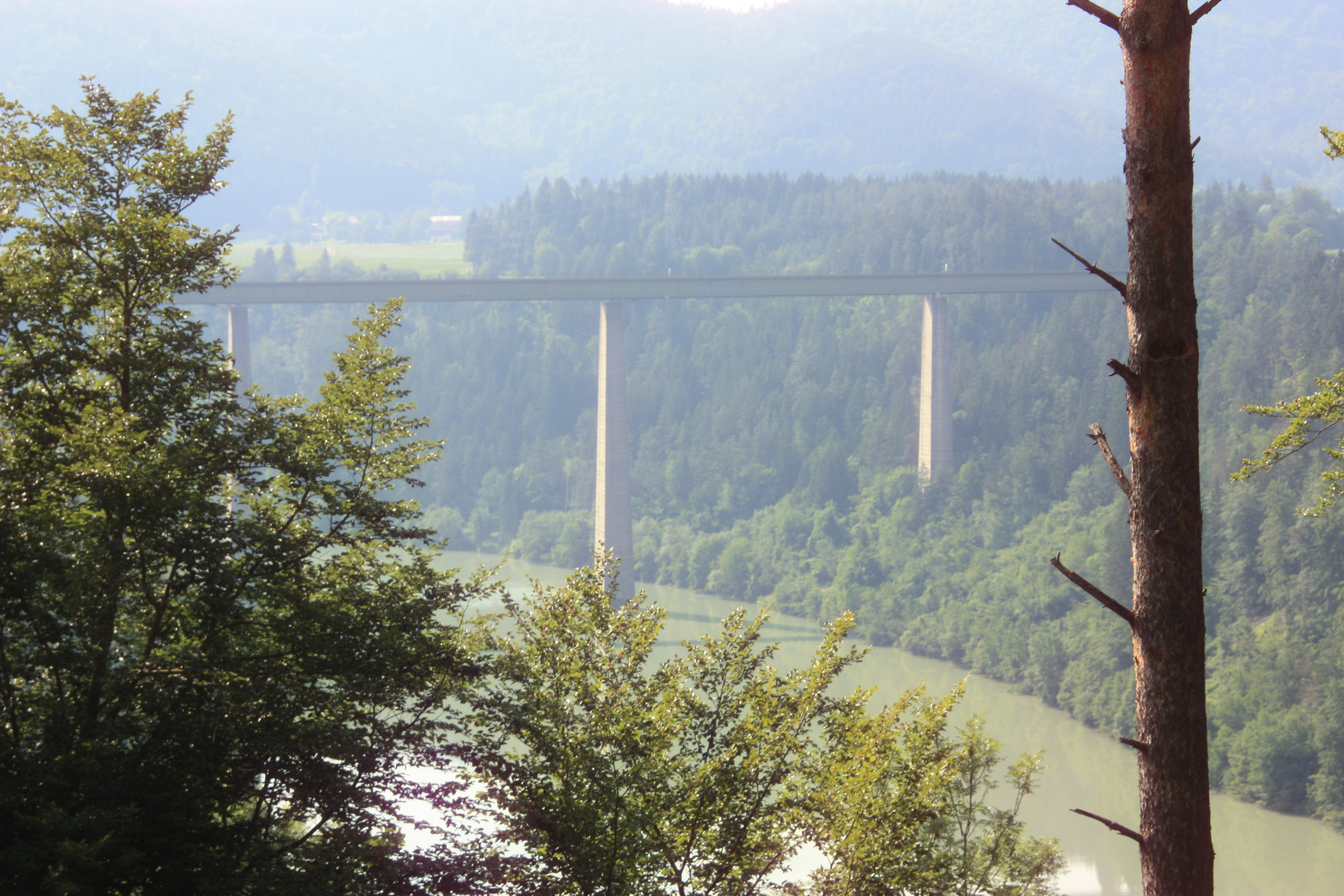
Jauntalbrücke

Die 19,070 km lange Jauntalbahn zweigt bei Kilometer 66,37 von der Lavanttalbahn im Bahnhof St. Paul im Lavanttal ab. Die Kilometrierung wurde nicht neu begonnen, sondern von der Kärntner Bahn von Bleiburg aus (absteigend) übernommen. Südlich des Bahnhofes St. Paul biegt die Jauntalbahn in einem weiten Bogen nach Westen und gelangt durch den Johannesbergtunnel in das Granitztal. Durch den Langenbergtunnel gelangt die Bahn bei Eis-Ruden in das Jauntal. Die Errichtung beider Tunnel erfolgten unter schwierigen geologischen Bedingungen. Bei Bleiburg mündet die Jauntalbahn in die ehemalige Kärntner Bahn (Maribor/Marburg a. d. Drau – Villach) ein.

### Sicherungstechnik
Der einzige Bahnhof der Strecke Eis-Ruden wurde mit einem elektromechanischen Stellwerk der Bauform EM 55 ausgestattet. Das Stellwerk war vom 10. Oktober 1964 bis 20. Mai 2020 in Betrieb und wurde anschließend zurückgebaut.

### Kunstbauwerke
Neben zahlreichen kleineren Kunstbauwerken mussten für den Bau der Jauntalbahn drei bedeutende Ingenieurbauwerke errichtet werden.

#### Johannesbergtunnel
Der Johannesbergtunnel hat eine Länge von 480 m und eine maximale Überdeckung von 25 m, wobei die Überdeckung größtenteils nur 6 bis 8 m und an einigen Stellen nur 3 m beträgt.
Für die Querung des Johannesberges bei St. Paul war bei der Planung zunächst ein tiefer Einschnitt vorgesehen, der jedoch aufgrund von Baugrunduntersuchungen und Kostenberechnungen verworfen wurde. Aufgrund der weichen Bodenverhältnisse, bestehend aus Lehm und Seeton, erfolgte der Aushub und Vortrieb mit dem Bagger, die Förderung des Aushubmaterials mit Lastkraftwagen. Der Vortrieb wurde durch kohäsionslose Sandschichten erschwert. Zunächst wurde die Kalotte vorgetrieben und die Tunnelfirste mit Verzugsblechen und Verbindungseisen gesichert. Zusätzlich erfolgte eine Spritzbetonauskleidung mit Schienenbögen und Baustahlgittern. In den ersten Tunnelringen setzte sich das Spritzbetonhilfsgewölbe aufgrund der Nachgiebigkeit der Tunnelsohle in Höhe der Kämpfer. Anschließend erfolgte der Ausbruch der Widerlager, die mit Spritzbeton, Bewehrungskörben und Steckschienen gesichert wurden. Nach dem Restaushub wurden das Sohlgewölbe und die Widerlager betoniert. Damit war der provisorische Betonring geschlossen. Es folgten das Mauern der Bögen für die Ringstoßfugen, das Aufbringen der Filterplatten auf den Spritzbeton zur Wasserableitung und schließlich das Einbringen des Mantelbetons.
Beim Bau des Johannesbergtunnels wurden rund 40.000 m³ Bodenmaterial abgetragen und 22.300 m³ Beton eingebaut, wofür 9.000 t Zement verbraucht wurden.
Aufgrund der geologischen Verhältnisse galt der Tunnelbau damals als einer der schwierigsten in Österreich.

#### Langenbergtunnel
Der 1443 m lange Langenbergtunnel unterquert als geradliniger Basistunnel den gleichnamigen Bergrücken. Der Tunnel ist mit einer konstanten Steigung von 11 ‰ zum Südportal hin ausgeführt. Vom Südportal aus wurde zunächst ein Richtstollen mit einem Querschnitt von 14 m² in der Tunnelsohle vorgetrieben. Um die Gefahr eines Wassereinbruchs zu vermeiden, wurde der südliche Richtstollen eingestellt, dessen Vollausbruch begonnen und stattdessen dem Vortrieb eines weiteren Richtstollens von Norden begonnen. Der Vortrieb erfolgte mit Druckluftwerkzeugen und Sprengungen, der Abtransport des Ausbruchmaterials mit Rollwagen. Das Ausbruchmaterial aus dem Südteil wurde für Dammschüttungen verwendet, jenes aus dem Nordteil in einer Deponie eingebaut.
Erstmals bei den Österreichischen Bundesbahnen wurde nach dem Ausbruch ein Hilfsgewölbe aus Spritzbeton anstelle einer Holzzimmerung hergestellt. Aufgrund des gips- und anhydrithaltigen Bergwassers wurde besonderes Augenmerk auf die Betonherstellung gelegt.
Beim Bau des Langenbergtunnels wurden rund 104.000 m³ Fels ausgebrochen und 52.000 m³ Beton eingebaut, wofür 19.000 t Zement verbraucht wurden.

#### Jauntalbrücke
Das herausragende Bauwerk der Jauntalbahn ist die bei km 76,41 situierte Jauntalbrücke. Diese ist 430 m lang und mit einer Höhe von 96 m über dem Wasserspiegel der Drau eine der höchsten Eisenbahnbrücken Österreichs. Sie wurde ursprünglich mit einem trapezförmigen Stahltragwerk auf vier Pfeilern errichtet. Gebaut wurde die Brücke in Gemeinschaftsarbeit von VOEST und Waagner-Biro. Im Zuge der Errichtung der Koralmbahn wurde das bestehende Tragwerk durch ein neues zweigleisiges ersetzt.